# Tromotriche pedunculata
Tromotriche pedunculata är en oleanderväxtart. Tromotriche pedunculata ingår i släktet Tromotriche och familjen oleanderväxter.

## Underarter
Arten delas in i följande underarter:
- T. p. longipes
- T. p. pedunculata